# Love and Monsters
Love and Monsters é um filme de comédia romântica e ação pós-apocalíptica dirigido por Michael Matthews, e produzido por Shawn Levy e Dan Cohen. O filme é estrelado por Dylan O'Brien, Michael Rooker, Ariana Greenblatt e Jessica Henwick. 
Foi lançado pela Paramount Pictures em alguns cinemas dos Estados Unidos e em vídeo sob demanda em 16 de outubro de 2020, e internacionalmente pela Netflix em 14 de abril de 2021. 

## Sinopse
Sete anos após o Apocalipse Monstro, Joel Dawson (Dylan O'Brien), bem como o resto da humanidade, vive no subsolo desde que criaturas gigantes assumiram o controle da terra. Depois de se reconectar pelo rádio com sua namorada do colégio, Aimee (Jessica Henwick), que agora se encontra a 80 (oitenta) milhas de distância em uma colônia costeira, Joel começa a se apaixonar por ela novamente. Quando Joel percebe que não há mais nada para ele no subsolo, ele decide, contra toda a razão, se aventurar em busca de Aimee, apesar dos monstros perigosos que estão em seu caminho. 

## Elenco
- Dylan O'Brien como Joel Dawson, namorado de Aimee, filho de Pauline e do Sr. Dawson
- Michael Rooker como Clyde Dutton, um caçador experiente
- Ariana Greenblatt como Minnow
- Jessica Henwick como Aimee, namorada de Joel
- Dan Ewing como capitão
- Donnie Baxter como Parker
- Ellen Hollman como Dana

## Produção
Em junho de 2012, foi anunciado que a Paramount Pictures estava desenvolvendo o filme Monster Problems, produzido por Shawn Levy, baseado em um roteiro de Brian Duffield. Ele foi descrito como um road-movie pós-apocalíptico no estilo de Mad Max e Zombieland, com uma história de amor similar às de John Hughes.
Em outubro de 2018, foi anunciado que Dylan O'Brien estava em negociações para estrelar. Em março de 2019, Michael Rooker e Ariana Greenblatt se juntaram a O'Brien, com Michael Matthews dirigindo o filme. Em abril de 2019, foi anunciado que Jessica Henwick havia se juntado ao elenco. No mesmo mês, o ator australiano Dan Ewing se juntou ao filme com um papel coadjuvante. A fotografia principal começou em Gold Coast em 25 de março de 2019 e terminou em maio de 2019.

## Lançamento
O filme foi originalmente programado para ser lançado em 6 de março de 2020, no entanto, em outubro de 2019, a data de lançamento foi alterada para 17 de abril de 2020. Em fevereiro de 2020, foi alterado, novamente, para 12 de fevereiro de 2021.
Em agosto de 2020, a Paramount anunciou que o filme deixaria de ser lançado nos cinemas e seria lançado no formato de vídeo sob demanda em 16 de outubro de 2020. O título do filme também foi alterado para Love and Monsters. Em 2021, a Netflix anunciou que acrescentaria o filme a seu catálogo em 14 de abril.

## Prêmios e indicações
No Oscar 2021, Love and Monsters foi indicado a Melhores Efeitos Visuais.
Nos Critics' Choice Super Awards, foi indicado na categoria Melhor Filme de Ficção Científica ou Fantasia.